# Charles Bergerot
Pour les articles homonymes, voir Bergerot.
Charles Bergerot, né le 30 mars 1861 à Lille (Nord) et décédé le 4 mars 1941 à Esquelbecq (Nord), est un homme politique français.

## Biographie
Fils d'Alphonse Bergerot, Député du Nord, il exploite les propriétés familiales. Maire d'Esquelbecq, conseiller général du Canton de Wormhout.
Les 22 et 29 avril 1928 il se présente aux élections générales législatives dans la 2e circonscription de Dunkerque et est élu au deuxième tour de scrutin avec 6,319 voix contre 6.275 à M. Wemaere son principal adversaire.
Inscrit au groupe de l'Union républicaine et démocratique, Auguste Bergerot devient membre de la Commission des pensions civiles et militaires, de la Commission d'Alsace-Lorraine, de celle de la marine marchande et de celle des mines et de la force motrice.
Il n'intervient qu'une fois au cours de la discussion du budget de l'Agriculture de l'exercice 1930 pour s'intéresser aux planteurs de chicorée.
Il ne se présente pas aux élections générales de 1932, et reprend à Esquelbecq ses occupations de propriétaire-agriculteur.
Il y meurt le 4 mars 1941.

## Sources
- « Charles Bergerot », dans le Dictionnaire des parlementaires français (1889-1940), sous la direction de Jean Jolly, PUF, 1960 [détail de l’édition]